# Urs Odermatt
Urs Odermatt (Stans, 28 febbraio 1955) è uno sceneggiatore e regista svizzero. È stato regista di 13 opere cinematografiche, ottenendo una nomination per il premio del Festival del cinema TV a Baden-Baden. Ha curato l'edizione di varie opere del padre, il fotografo Arnold Odermatt.

## Riconoscimenti
Il film per la TV Zerrissene Herzen (1996; riprese: Piotr Lenar) è stato candidato per il premio del Festival del cinema TV a Baden-Baden.
Gekauftes Glück è stato premiato nel 1989 con il R d'argento al Film Festival Rimini Cinema, a Rimini..
Il Filmbewertungsstelle Wiesbaden ha concesso a Gekauftes Glück la valutazione di valore e a Mein Kampf quella di particolare valore .

## Filmografia

### Cinema
- Besuch bei der alten Dame - cortometraggio (1985)
- Rotlicht! (1987)
- Gekauftes Glück (1989)[3][4]
- Lopper (1991)
- Wachtmeister Zumbühl (1994)
- Mein Kampf (2009)
- Der böse Onkel (2011)

### Televisione
- Der Tod zu Basel - film TV (1992)
- Polizeiruf 110 - serie TV, episodio 25x04 (1996)
- Zerrissene Herzen - film TV (1996)
- Tatort - serie TV, 1 episodio (1998)
- Lisa Falk - Eine Frau für alle Fälle - serie TV, episodi 1x02-1x04 (1998)

## Curatore[5]
- Arnold Odermatt: In zivil. Hors service. Off Duty. Edito da Urs Odermatt. Steidl Verlag, Göttingen 2010, ISBN 978-3-86521-796-7.
- Arnold Odermatt: Im Dienst. En service. On Duty. Edito da Urs Odermatt. Steidl Verlag, Göttingen 2006, ISBN 3-86521-271-9.
- Arnold Odermatt: Karambolage. Edito da Urs Odermatt. Tedesco, francese, inglese. Steidl Verlag, Göttingen 2003, ISBN 3-88243-866-5.
- Arnold Odermatt: Meine Welt. Photographien/Photographs 1939–1993. Edito da Urs Odermatt. Benteli Verlag, Bern 1993, 2001 e 2006, ISBN 3-7165-0910-8.